# Ranko Marinković
Ranko Marinković (* 22. Februar 1913 auf der Insel Vis; † 28. Januar 2001 in Zagreb) war ein kroatischer Schriftsteller.

## Leben
Marinković besuchte das Gymnasium in Split und Zagreb. In Zagreb studierte er 1931–1935 an der philosophischen Fakultät. Ende der 30er Jahre veröffentlichte er erste Prosatexte in der Zeitschrift Pečat von Miroslav Krleža. Während des Zweiten Weltkrieges wurde Marinković von den Italienern im besetzten Split verhaftet und im Lager Ferramonti in Kalabrien interniert. Nach dem Zusammenbruch des faschistischen Italien schlug er sich nach Bari durch und von dort in das Flüchtlingslager El Shatt. Nach dem Krieg wurde er 1946 Direktor der Dramenabteilung am Kroatischen Nationaltheater in Zagreb und lehrte seit 1951 an der dortigen Akademie für Theaterwissenschaft. In dieser Zeit entstanden seine wichtigsten Werke. Nach der Unabhängigkeit Kroatiens war er Anhänger und Mitglied der HDZ von Franjo Tuđman.

## Ins Deutsche übersetzte Werke
- Hände. Erzählungen (übersetzt von Helga Brauner und Klaus Birkenauer), Steingrüben Verlag: Stuttgart, 1962
- Karneval.  (übersetzt von Angelika Schulz und Barbara Sparing, mit einem Nachwort von Barbara Antkowiak), Verlag Volk und Welt: Berlin 1973 (Spektrum Bd. 62)
- Hände. Eine Erzählung und ein Traktat (übersetzt von Nadja Grbić, mit einem Nachwort von Nenad Popović), Residenz Verlag Salzburg und Wien: 1989
- Hände. Novellen (übersetzt von Nadja Grbić und Klaus Detlef Olof), Wieser: Klagenfurt 2008

## Weitere Werke
Marinković befasste sich hauptsächlich mit dem Theater, er schrieb selbst zahlreiche Stücke, arbeitete und lehrte über das Theater, verfasste Theaterkritiken und Essays. Darüber hinaus war er aber auch einer der wichtigsten Prosaschriftsteller nach dem Kriege.
- Albatros, Groteske 1939
- Proze, Erzählungen 1948
- Ni braća ni rođaci, 1949
- Oko Božje, 1949
- Geste i grimase, Essays 1951
- Pod balkonima, Erzählungen 1953
- Ruke, Erzählungen 1953 (dt. Hände, 1961)
- Glorija, geistliches Drama 1955
- Poniženje Sokrata, Erzählungen 1959
- Kiklop, Roman 1965; Dramatisierung 1976; Verfilmungen: Jugoslawien 1982 (Regie: A. Vrdoljak), Jugoslawien 1983 (Regie: A. Vrdoljak, TV-Serie)
- Politeia, Komödie 1977
- Zajednička kupka, Roman 1980
- Pustinja, Posse 1982
- Nevesele oči klauna, Essays 1986
- Never more, Roman 1993